# JP Chermont
Pour les articles homonymes, voir Chermont (homonymie).
Chermont Crema est un nom portugais ; le premier nom de famille (d'usage facultatif) est Chermont et le second est Crema.
João Pedro Chermont Crema dit JP Chermont, né le 18 janvier 2006 à Bauru au Brésil, est un footballeur brésilien qui évolue au poste de défenseur au Santos FC.

## Biographie

### Carrière en club
JP Chermont commence sa formation au sein du club de l'EC Noroeste jusqu'en 2017. En 2018, il rejoint le centre de formation du Santos FC, où, le 21 novembre 2022, il signe son premier contrat professionnel, s'engageant avec le club jusqu'en novembre 2025.
Le 21 février 2024, il est intégré à l'équipe première pour disputer le Campeonato Paulista 2024. Il fait ses débuts le 9 mars 2024, en remplaçant Felipe Jonatan lors d'une victoire 3-2 contre l'Inter de Limeira. Le 26 avril 2024, il inscrit son premier but lors d'une victoire 2-0 en Serie B contre l'Avaí FC. Le 27 juin 2024, il prolonge son contrat avec Santos jusqu'en décembre 2027.

### En sélection
En septembre 2022, Chermont est convoqué en équipe du Brésil des moins de 17 ans en vue du championnat de la COMNEBOL des moins de 17 ans 2023. Il fait partie des 23 joueurs sélectionnés le 8 mars 2023 et contribue à la victoire du Brésil dans ce tournoi,.
Le 17 mai 2024, il est appelé pour la première fois en équipe du Brésil des moins de 20 ans pour une série d'entraînements collectifs. Le 20 décembre 2024, il est sélectionné pour le championnat de la COMNEBOL des moins de 20 ans 2025, mais se retire de l'équipe le 7 janvier 2025 à la demande de son club.

## Vie privée
Il est cousin au second degré avec le journaliste sportif Victorino Chermont, décédé en 2016 dans le crash du vol 2933 LaMia Airlines.

## Palmarès

### En club
Santos FC
- Championnat du Brésil de deuxième division :
  - Champion en 2024

### En sélection
Brésil -17 ans
- Championnat de la CONMEBOL des moins de 17 ans[8]
  - Vainqueur en 2023